# Pocket Dalai Lama
A Pocket Dalai Lama (magyarul: Dalai láma zsebkönyv) bölcsességek gyűjteménye különféle témákban. A zsebkönyv méretű könyv röviden mutatja be a 14. dalai láma, Tendzin Gyaco személyét a kezdő olvasó számára. A tibeti láma híres mondásait olyan könyvekből ollózta össze a szerkesztő, Mary Craig, mint a Boldogság művészete vagy az Ősi bölcsesség, modern világ, olyan témákat érintve, mint vallás, politika, béke és emberi jogok. A tibeti buddhista tanító tanításaiból vett, rövid idézeteket tartalmazó könyv az In My Own Words - An Introduction to My Teachings and Philosophy című, eredetileg Angliában kiadott könyv rövidített kiadása.

## Tartalma
A csoportokba szedett idézetek címei a következők: „Looking for Happiness in a Secular Society” (A boldogság keresése a világi társadalomban), „The Real Troublemakers” (Az igazi bajkeverők), „Religion, Religions, and No Religion At All” (Vallás, vallások és a vallásnélküliség), „Wanted: A Spiritual Revolution” (Amire szükség van: spirituális forradalom), „Ethics and the Good Society” (Az erkölcs és a jó társadalom), „Democracy and Human Rights” (A demokrácia és az emberi jogok), „Oneness: Taking Responsibility for the World” (Egységben: felelősségvállalás a világért), „Tibet and Non-Violence” (Tibet és az erőszakmentesség), „Forgiving the Enemy” (Megbocsátás az ellenségnek), „Suffering, Impermanence, and Death” (A szenvedés, az állandótlanság és a halál), „World Peace” (Világbéke), illetve „Invitation to Action” (Felhívás cselekvésre). A bevezetőt és a könyv végén a dalai láma életét bemutató részt szintén Mary Craig írta.
A részletek többségénél a szerkesztő megjelölte a forrást. Ezek meglehetősen nagy időszakot fednek le - egy 1959-es levél az ENSZ főtitkárának, Dag Hammarskjold-nak, egy 1985-ös felszólalás a Westminsteri apátságban, egy 1992-es felszólalás egy Rio de Janeiro-i rendezvényen, egy 1993-as cikk a „Times of India” magazinból, egy 2000-es beszéd a washingtoni Smithsonian Folklife fesztiválon, stb. A források utalnak a dalai láma világméretű utazásaira és érdeklődési területeire.
A szerkesztő a bevezetőben a dalai lámát úgy mutatja be, mint a leghumánusabb ember, akivel valaha találkozott. A dalai láma globális víziója körülöleli a Föld összes lakóját. Az idézetek jól mutatják, hogy a tibeti buddhista lámának nem célja a hittérítés, helyette a különböző vallású és vallás nélküli embereket szólítja meg, hogy összpontosítsanak közös, egyetemes értékekre, amelyek megegyeznek az összes vallásban. Annak ellenére, hogy büszkén és sok szeretettel beszél a tibeti emberekről és a saját kultúrájukról, közben az emberiség egységét ünnepli fennhangon. Minden emberi élet értékességét nyomatékosítja és kiemeli az ember örömre és együttérzésre való képességét.